# Maccabi Ness Tsiona FC
El Maccabi Ness Tsiona FC (hebreu: מכבי נס ציונה‎) és un club de futbol israelià de la ciutat de Ness Tsiona.
El Maccabi Ness Tsiona va ser fundat el 1912. Els anys 1923 i 1924 el club guanyà el Magen Shimshon, una copa per equips jueus (macabeus). Durant els anys trenta participà en la lliga del protectorat britànic de Palestina. Després de la independència ingressà a la lliga de Israel però ràpidament va anar descendint de categoria fins a la seva desaparició el 1955, quan els diversos clubs de la ciutat es fusionaren esdevenint Sektziyat Kaduregel Ness Tsiona.

## Palmarès
Copa israeliana de futbol
- 1923, 1924 (no oficials)